# تئوفیلین
تئوفیلین (به انگلیسی: Theophylline)
رده درمانی: گشادکننده برونش .
اشکال دارویی: قرص، شربت

## موارد مصرف
تئوفیلین نوعی گشادکننده مجاری هوایی است و در درمان بیماران مبتلا به آسم بکار می‌رود. اصولاً تئوفیلین با شل کردن عضلات جدار مجاری تنفسی و بازکردن آنها، عبور هوا را آسان می‌کند و موجب بهتر شدن تنفس در موارد انسداد برگشت پذیر مجاری تنفسی می‌شود.

## مکانیسم اثر
تئوفیلین مانند سایر متیل گزانتینها با بلوک آنزیم فسفودی استراز با افزایش cAMP داخل سلولی به‌طور مستقیم سبب شل شدن عضلات صاف راه‌های تنفسی وعروق ریوی شده و موجب کاهش اسپاسم نایژه و افزایش سرعت جریان هوا و ظرفیت حیاتی‌می‌شود.

## عوارض جانبی
سردرد، بی قراری، تحریک پذیری، مشکلات خواب، ناراحتی معده و اسهال، استفراغ، ضربان قلب تند یا نامنظم، بثورات جلدی و تشنج، ریفلاکس مری GER

## مسمومیت دارویی
مسمومیت دارویی با تئوفیلین معمولا در اثر مصرف بیش از حد دارو یا کاهش دفع دارو به دنبال مشکلات حاد کلیوی و کبدی ایجاد میشود. مهمترین علائم مسمومیت با تئوفیلین شامل افزایش ضربان قلب، آریتمی قلب ،تهوع و استفراغ و تشنج است. برای درمان این مسمومیت میتوان از شستشوی معده و زغال فعال استفاده کرد.